# Стийли Дан
Стийли Дан (на английски: Steely Dan) е американска джаз рок и рок група, основана от ядрото Уолтър Бекър – Доналд Фейгън.
Достигат апогея на славата си в края на 1970-те години, като техните седем албума съчетават джаз, рок, фънк, ритъм енд блус и поп. Списание Ролинг Стоун ги нарича „съвършените музикални антигерои на 1970-те“.

## История
В състава участва постоянно променящ се ансамбъл от сесийни музиканти. Музиката им се характеризира със сложни структури и хармонии, повлияни от джаза. Като поети Бекър и Фейгън са често остро саркастични и пишат „интелектуални, със сух хумор и ексцентрични“ песни за наркотиците, любовните авантюри и престъпленията. Двойката е добре позната с манията си към перфекционизма в звукозаписното студио: в годината, в която записват Gaucho (1980), албум от точно седем песни, Бекър и Фейгън наемат най-малко 42 студийни музиканта и 11 звукови инженери.
Групата е на турне от 1972 до 1974 г., преди да се оттегли в студиото. Разпада се през 1981 г. и през по-голямата част от 1980-те години Бекър и Фейгън са като цяло неактивни. Въпреки това към групата е образувано култово последователство. През 1993 г. двамата се събират пак и започват да изнасят концерти. Оттогава Стийли Дан са издали два албума с нов материал, първият от който им донася награда Грами за „Албум на годината“. Техните албуми са се продали в над 40-милионен тираж и през март 2001 г. са почетени с място в Залата на славата на рокендрола.

## Дискография
- „Can't Buy a Thrill“ (1972)
- „Countdown to Ecstasy“ (1973)
- „Pretzel Logic“ (1974)
- „Katy Lied“ (1975)
- „The Royal Scam“ (1976)
- „Aja“ (1977)
- „Gaucho“ (1980)
- „Two Against Nature“ (2000)
- „Everything Must Go“ (2003)